# Yeping Tang
Yeping Tang (23 de febrero de 1969) es una deportista estadounidense que compitió en bádminton. Ganó dos medallas en los Juegos Panamericanos de 1999, oro en individual y bronce en dobles mixto.

## Palmarés internacional
| Juegos Panamericanos | Juegos Panamericanos | Juegos Panamericanos | Juegos Panamericanos |
| Año                  | Lugar                | Medalla              | Prueba               |
| -------------------- | -------------------- | -------------------- | -------------------- |
| 1999                 | Winnipeg (Canadá)    | Medalla de oro       | Individual           |
| 1999                 | Winnipeg (Canadá)    | Medalla de bronce    | Dobles mixto         |